# 요나스 데이크만
요나스 데이크만(독일어: Jonas Deichmann, 1987년 4월 15일) 은 독일의 운동선수이자 모험가, 베스트셀러 작가이자 동기부여 연설가이다.
"독일의 포레스트 검프"라는 별명으로도 알려져 있다.

## 같이 보기
- 포레스트_검프
- The Limit is Just Me(영어판)